# 인비저블우먼

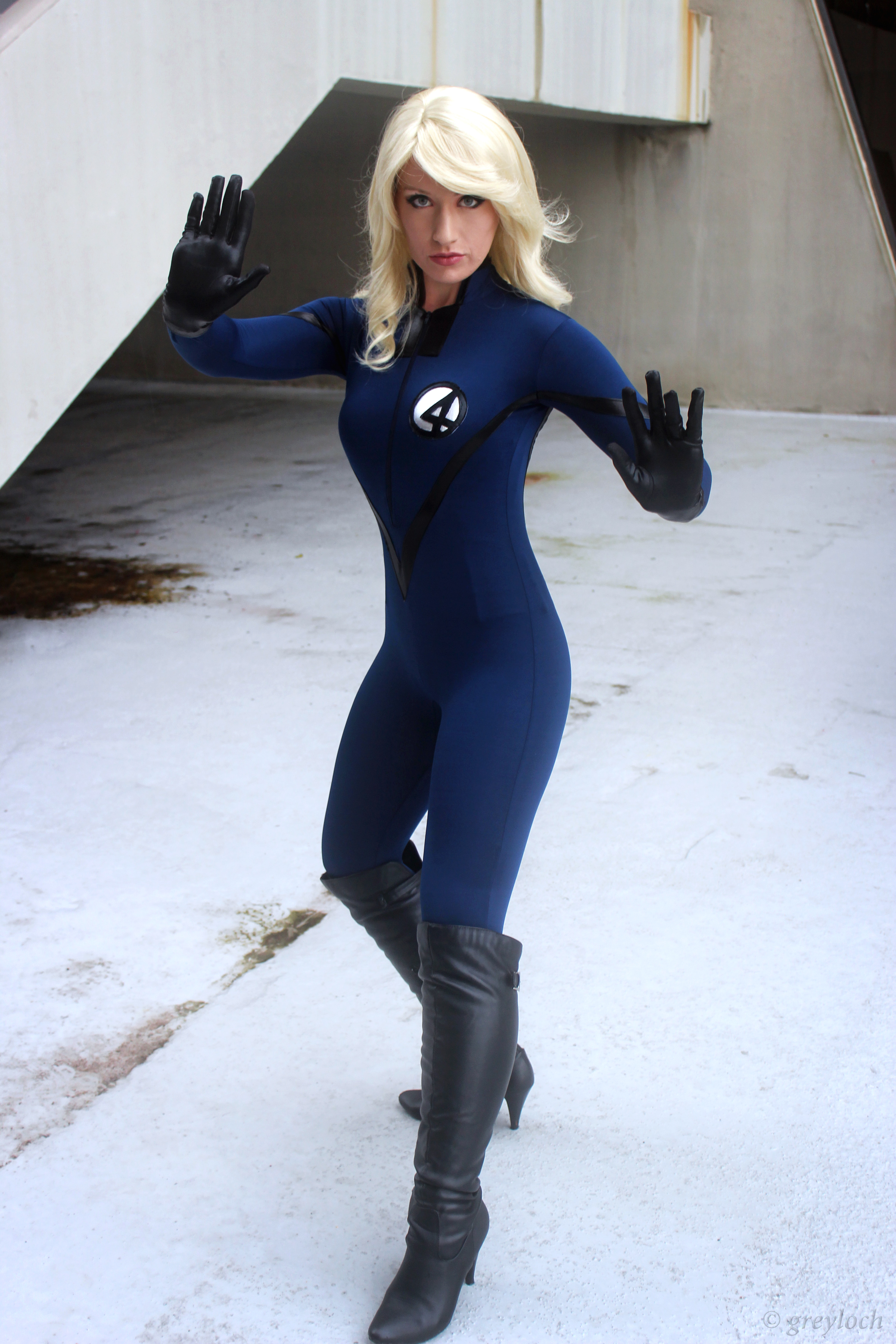

수전 "수" 스톰(영어: Susan "Sue" Storm), 일명 인비저블우먼(Invisible Woman)은 마블 코믹스의 슈퍼히어로 캐릭터로, 판타스틱 포의 일원이다. 미스터 판타스틱(리드 리처즈)의 연인이자 아내이고, 휴먼 토치(조니 스톰)의 누나이다. 우주비행 사고로 투명인간이 될 수 있는 초능력과, 강력한 에너지장 생성 능력을 얻었다.
2005년작 영화 《판타스틱 4》에서는 제시카 알바가 수 스톰을 연기했다. 2015년작 《판타스틱 4》에서는 케이트 마라가 배역을 맡았다.

## 담당 배우

### 영화
- 판타스틱 포(1994) - 리베카 스타브
- 판타스틱 4(2005) - 제시카 알바
  - 판타스틱 4: 실버 서퍼의 위협(2007) - 제시카 알바
- 판타스틱 4(2015) - 케이트 마라
- 판타스틱 4: 퍼스트 스텝스(2025) - 바네사 커비

## 담당 성우

### TV 애니메이션
- 판타스틱 포(1967) - 조 앤 플러그
- 뉴 판타스틱 포(1978) - 지니 타일러
- 판타스틱 포(1994) - 로리 앨런
  - 스파이더맨(1994) - 게일 머사이어스
- 판타스틱 포: 세계 최고의 영웅들(2006) - 라라 길크리스트
- 슈퍼 히어로 스쿼드 쇼(2009) - 타라 스트롱
- 어벤저스: 지구 최강의 영웅들(2010) - 에린 토피
- 헐크와 스매쉬 요원들(2013) - 카리 월그렌

### 비디오 게임
- 판타스틱 4(2005) - 제시카 알바
  - 판타스틱 4: 실버 서퍼의 위협(2007) - 에린 매슈스
- 마블 얼티밋 얼라이언스(2006) - 대니카 매켈러
  - 마블 얼티밋 얼라이언스 2(2009) - 대니카 매켈러
- 마블 슈퍼 히어로 스쿼드: 코믹 컴뱃(2011) - 타라 스트롱
- 레고 마블 슈퍼 히어로즈(2013) - 카리 월그렌